# 孔多爾薩亞納山 (帕拉蒂亞區)
15°29′06″S 70°49′58″W / 15.48500°S 70.83278°W
孔多爾薩亞納山（Kuntur Sayana），是秘魯的山峰，位於該國東南部普諾大區，由蘭帕省的帕拉蒂亞區負責管轄，屬於安地斯山脈的一部分，海拔高度5,000米。